# Oederemia chloromixta
Oederemia chloromixta är en fjärilsart som beskrevs av Alphéraky 1892. Oederemia chloromixta ingår i släktet Oederemia och familjen nattflyn. Inga underarter finns listade i Catalogue of Life.